# Bob Morgan (diseñador de vestuario)
Bob Morgan es un diseñador de vestuario estadounidense. Fue nominado a un Premio de la Academia en la categoría Mejor Diseño de Vestuario por la película Dune.

## Filmografía selecta
Dune (2021; conominado con Jacqueline West).